# Gina Bramhill
Gina Bramhill (* 30. Juli 1989 in Eastoft, North Lincolnshire) ist eine britische Schauspielerin.

## Leben
Gina Bramhill wuchs bei Eastoft auf einer Farm auf. Als Kind hatte sie ersten Schauspielerfahrungen und war in mehreren Schultheaterstücken zu sehen. Ihre Schauspielausbildung absolvierte sie an der Royal Academy of Dramatic Art (RADA). Kurz nachdem sie die Ausbildung abgeschlossen hatte, übernahm sie die Rolle der Bella im Film Lotus Eaters. Im Jahr 2012 spielte sie Eve Sands in der britischen Fernsehserie Being Human. Im selben Jahr bekam sie eine der Hauptrollen im Dramapiloten zur Fernsehserie The Frontier. In der Fernsehserie Coronation Street stellte sie die Jodie Woodward dar. 2014 spielte sie die Hauptrolle in dem Film Pleasure Island. Dieser wurde unter anderem auf dem Cannes Film Festival 2014 gezeigt.
Neben ihren Auftritten in Filmen und Fernsehproduktionen ist Bramhill auch im Theater zu sehen. 2011 spielte sie den rebellierenden Teenager Annabel im Theaterstück Chicken am Southwark Playhouse in London. Im August 2014 trat sie als Melody im Theaterstück Bad Jews am Ustinov Studio am Theatre Royal in Bath auf.

## Filmografie
- 2009: Victoria Wood: What Larks!
- 2009: Propane
- 2009: Victoria Wood’s Mid Life Christmas
- 2010: Pete Versus Life (Fernsehserie, Episode 1x02)
- 2010: We Want Sex
- 2010: I Do (Kurzfilm)
- 2011: Lotus Eaters
- 2011: Without You (Fernsehserie, Episode 1x01–1x03)
- 2011: Deleting Emily (Kurzfilm)
- 2011: Cassiel (Kurzfilm)
- 2012: The Frontier (Fernsehfilm)
- 2012: Red Lights
- 2012: Coronation Street (Fernsehserie, Episode 1x7806–1.7809)
- 2012: Being Human (Fernsehserie, Episode 4x01–4x08)
- 2012: The Wedding Video
- 2013: The Followed
- 2014: Mr Selfridge (Fernsehserie, Episode 2x01–2x02)
- 2014: Der junge Inspektor Morse (Endeavour, Fernsehserie Episode 2x03)
- 2014: Waiting for Dawn (Kurzfilm)
- 2014: Pleasure Island
- 2014: Chicken
- 2016: Der Verrat von München (Masaryk)
- 2016: Brief Encounters (Fernsehserie, 6 Episoden)
- 2017: Sherlock – The Lying Detective (Fernsehfilm)
- 2020: Agatha and the Midnight Murders (Fernsehfilm)
- 2022: Silent Witness (Fernsehserie, 5 Episoden)
- 2022: The Flatshare (Fernsehserie, 5 Episoden)
- 2023: Fearless Flyers – Fliegen für Anfänger (Northern Comfort)
- 2023: Shoshana